# Фред (фудбалер, 1993)
Фредерико Родригес де Паула Сантос (порт. Frederico Rodrigues de Paula Santos; 5. март 1993), познатији као Фред, бразилски је фудбалер који тренутно игра за Фенербахче и репрезентацију Бразила. Игра на позицији везног играча.

## Клупска каријера
Дана 26. јуна 2013. године потписао је уговор са Шахтаром за 15 милиона евра, а на дебију против Черномореца у суперкупу постигао је два гола.
Дана 5. јуна 2018. је склопио договор са Манчестер јунајтед око потписивања уговора. За јунајтед је дебитовао у победи против Лестера 2:1 у Премијер лиги.

## Успеси
Интернасионал
- Шампионат Гаучо: 2012, 2013.

Шахтар
- Премијер лига Украјине: 2013/14, 2016/17, 2017/18.
- Куп Украјине: 2015/16, 2016/17, 2017/18.
- Суперкуп Украјине: 2013, 2014, 2015, 2017.

Манчестер јунајтед
- Лига куп Енглеске: 2022/23.